# Епархия Зариа
Епархия Зариа (лат. Dioecesis Zariensis) — епархия Римско-Католической церкви c центром в городе Зариа, Нигерия. Епархия Зариа входит в митрополию Кадуны. Кафедральным собором епархии Зариа является церковь Христа Царя.

## История
5 декабря 2000 года Римский папа Иоанн Павел II издал буллу Totius dominici, которой учредил епархию Зариа, выделив её из архиепархии Кадуны.

## Ординарии епархии
- епископ George Dodo (2000 — по настоящее время).

## Источник
- Annuario Pontificio, Libreria Editrice Vaticana, Città del Vaticano, 2003, ISBN 88-209-7422-3
- Булла Totius dominici  (лат.)